# 国道15号

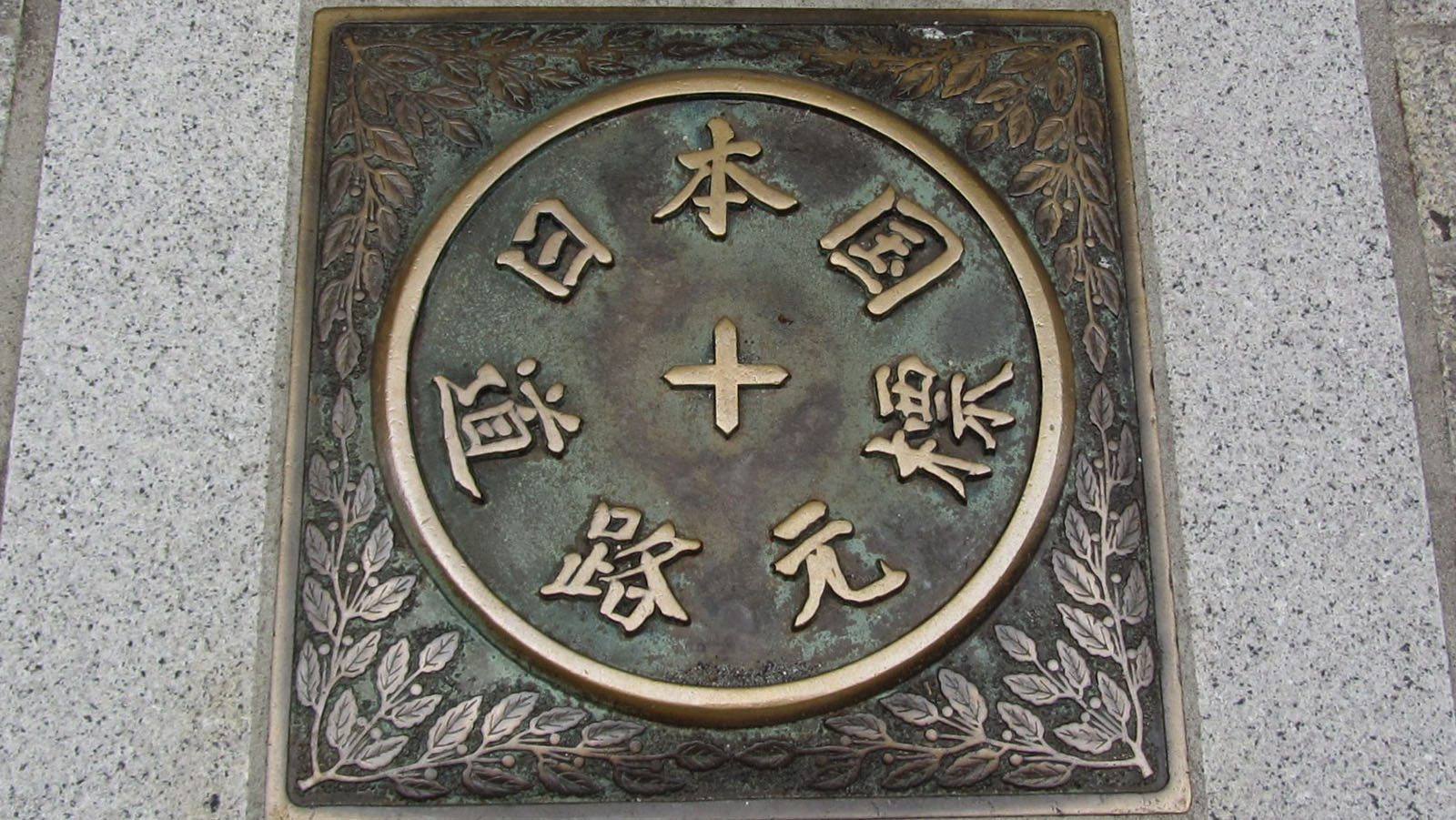
国道15号 起点
日本橋中央の日本国道路元標

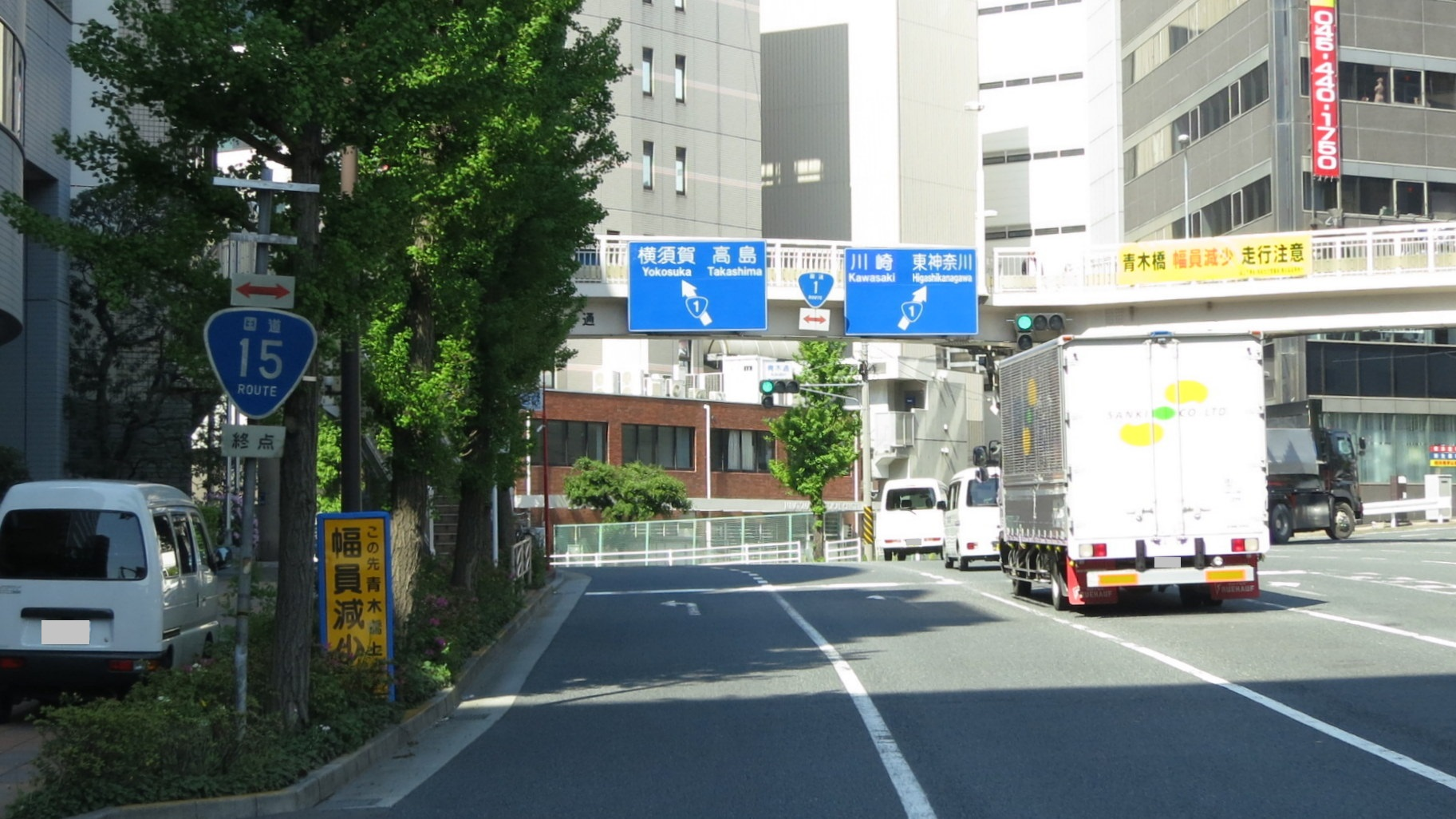
国道15号 終点
青横浜市神奈川区　青木通交差点

国道15号（こくどう15ごう）は、東京都中央区から神奈川県川崎市川崎区を経て、神奈川県横浜市神奈川区に至る一般国道である。
国道1号の総延長のわずか約3.8~9%ほどしかなく、旧一級国道のうち総延長距離が最も短い。京浜地区においては第一京浜（だいいちけいひん）と呼ばれる。なお、本稿においては明治時代の明治1號國道（めいじいちごうこくどう）についても併記する。

## 概要

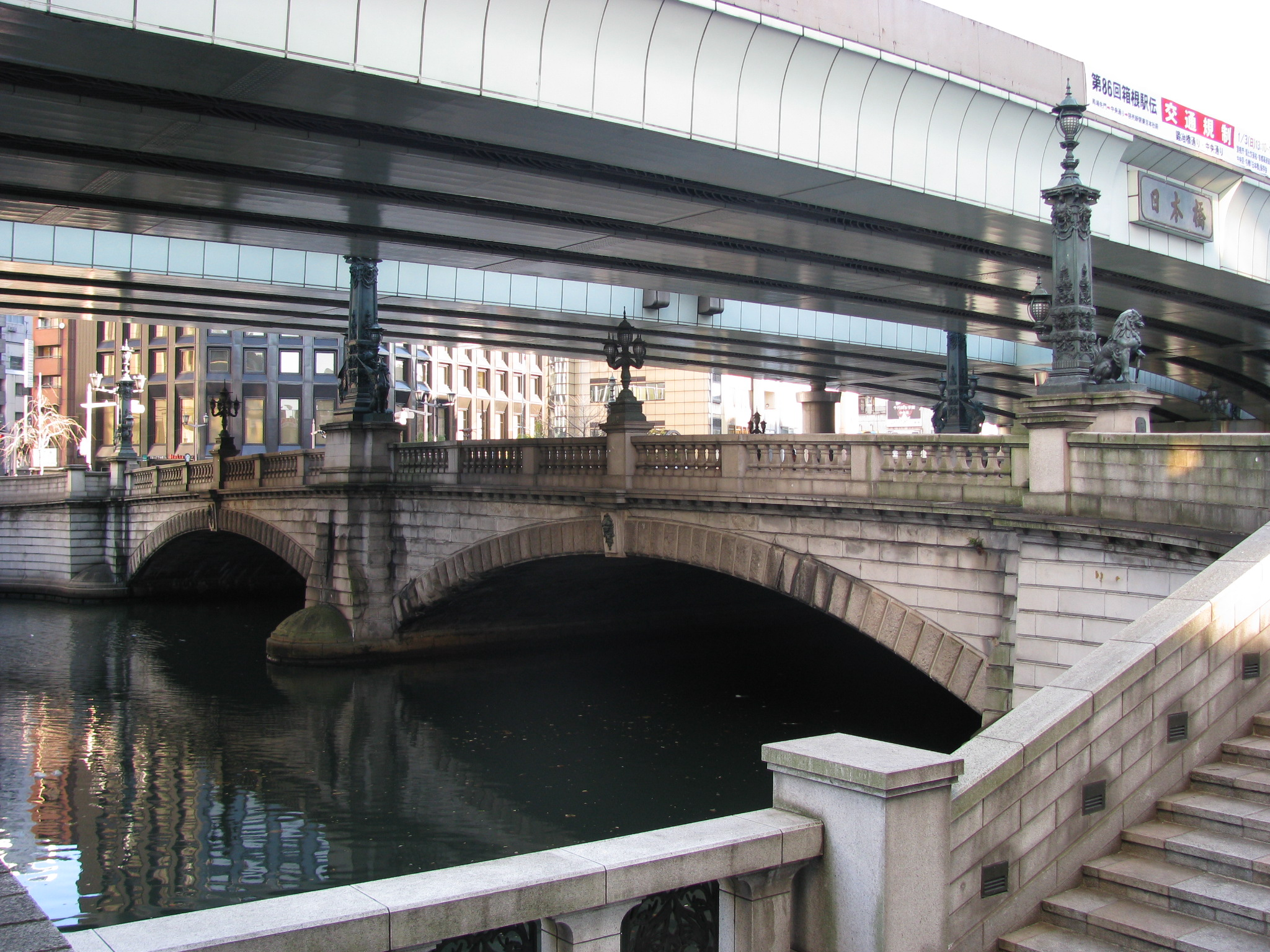
国道15号 起点
東京都中央区日本橋

国道1号と起点を同じくし、神奈川県横浜市神奈川区栄町の国道1号交点（青木通交差点）とを結ぶ延長29.6kmの一般国道の路線で、主な通過地は東京都中央区銀座、港区新橋、芝、高輪（品川駅前）、大田区大森、川崎市川崎区宮本町、東田町、南町、横浜市鶴見区鶴見中央、同区生麦である。起点・日本橋から永代通り（日本橋交差点）までの約0.2km区間は国道1号と重用するため、永代通り以南西より終点までの29.4km区間が地図や標識で案内される実延長の区間である。新橋を境に、日本橋 - 新橋間の通称が中央通り、新橋 - 横浜間が第一京浜の別名で呼ばれる。
五街道の一つである東海道の日本橋 - 神奈川間とほぼ同じ位置にある国道であり、明治1號國道の日本橋 - 神奈川間にも相当する。芝五丁目交差点以西の区間は毎年1月開催の東京箱根間往復大学駅伝競走（箱根駅伝）のコースともなっている。
京浜地区の港国道と接続する路線でもあり、港区芝で東京港へ至る国道130号と接続するほか、大田区内で都心を環状に走る東京都道318号環状七号線（環七通り）・東京都道311号環状八号線（環八通り）や、羽田空港へ至る国道131号（産業道路）と接続し、川崎市では市内を縦貫する国道409号や、川崎港に至る国道132号と交差する。また、首都高速道路ともランプで連絡しており、鈴ヶ森入口で1号羽田線への乗り入れ、東神奈川出入口で神奈川1号横羽線に相互乗り入れする。
東京メトロ銀座線（三越前駅 - 新橋駅）、都営地下鉄浅草線（新橋駅 - 泉岳寺駅）が地下を走っている。

### 路線データ
一般国道の路線を指定する政令に基づく起終点および重要な経過地は次のとおり。
- 起点：東京都中央区（日本橋 = 国道1号・国道4号・国道6号・国道14号・国道17号・国道20号起点）
- 終点：横浜市（神奈川区栄町、青木通交差点 = 国道1号交点）
- 重要な経過地：東京都港区（高輪二丁目）、同都品川区（北品川三丁目）、同都大田区（大森東一丁目）、川崎市（川崎区）
- 総延長：29.6 km（東京都 18.7 km、横浜市 8.1 km、川崎市 2.7 km）[5][注釈 2]
- 重用延長：0.2km（東京都 0.2 km、横浜市 - km、川崎市 - km）[5][注釈 2]
- 実延長：29.4km（東京都 18.5 km、横浜市 8.1 km、川崎市 2.7 km）[5][注釈 2]
  - 現道：29.2km（東京都 18.3 km、横浜市 8.1 km、川崎市 2.7 km）[5][注釈 2]
  - 旧道：0.2km（東京都 0.2 km、横浜市 - 、川崎市 - km）[5][注釈 2]
  - 新道：なし[5][注釈 2]
- 指定区間：東京都中央区日本橋 - 横浜市神奈川区栄町2番9（全線）[6]

## 歴史

### 京浜国道

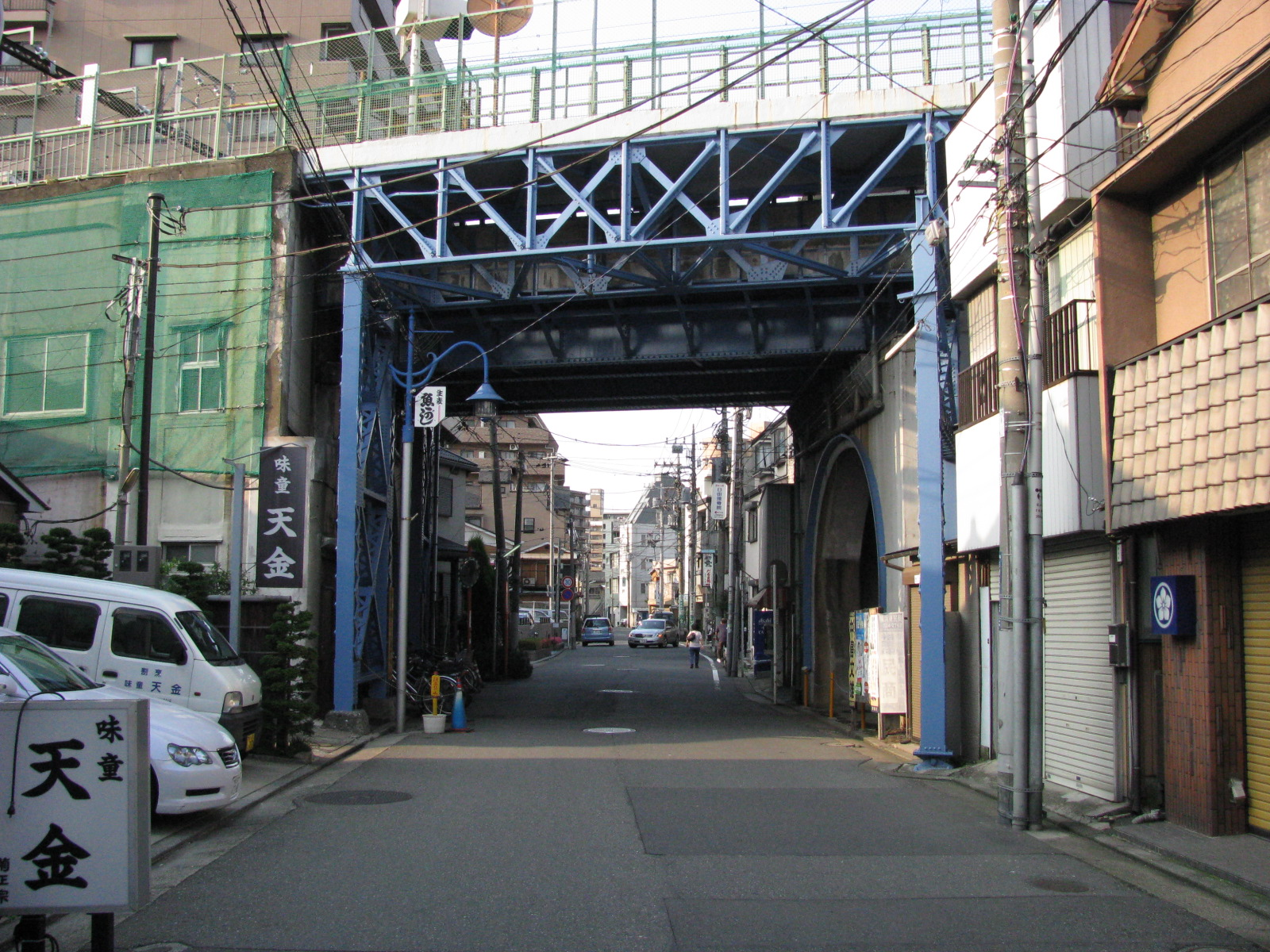
旧京濱國道
上は鶴見線国道駅の跨道橋

1885年（明治18年）の国道指定により、国道15号の前身である明治時代の「1號國道」が指定される。
明治の1号国道は、日本橋から横浜港に至る国道であった。日本橋から神奈川までの区間は現在でも残っている旧東海道と同じであり、神奈川から先は万里橋を渡り官設鉄道に平行し初代横浜駅前から、現在の国道133号を経て横浜港までの道路と同じである。この1号国道は、通称「京濱國道」と呼ばれる。

### 京浜国道改築

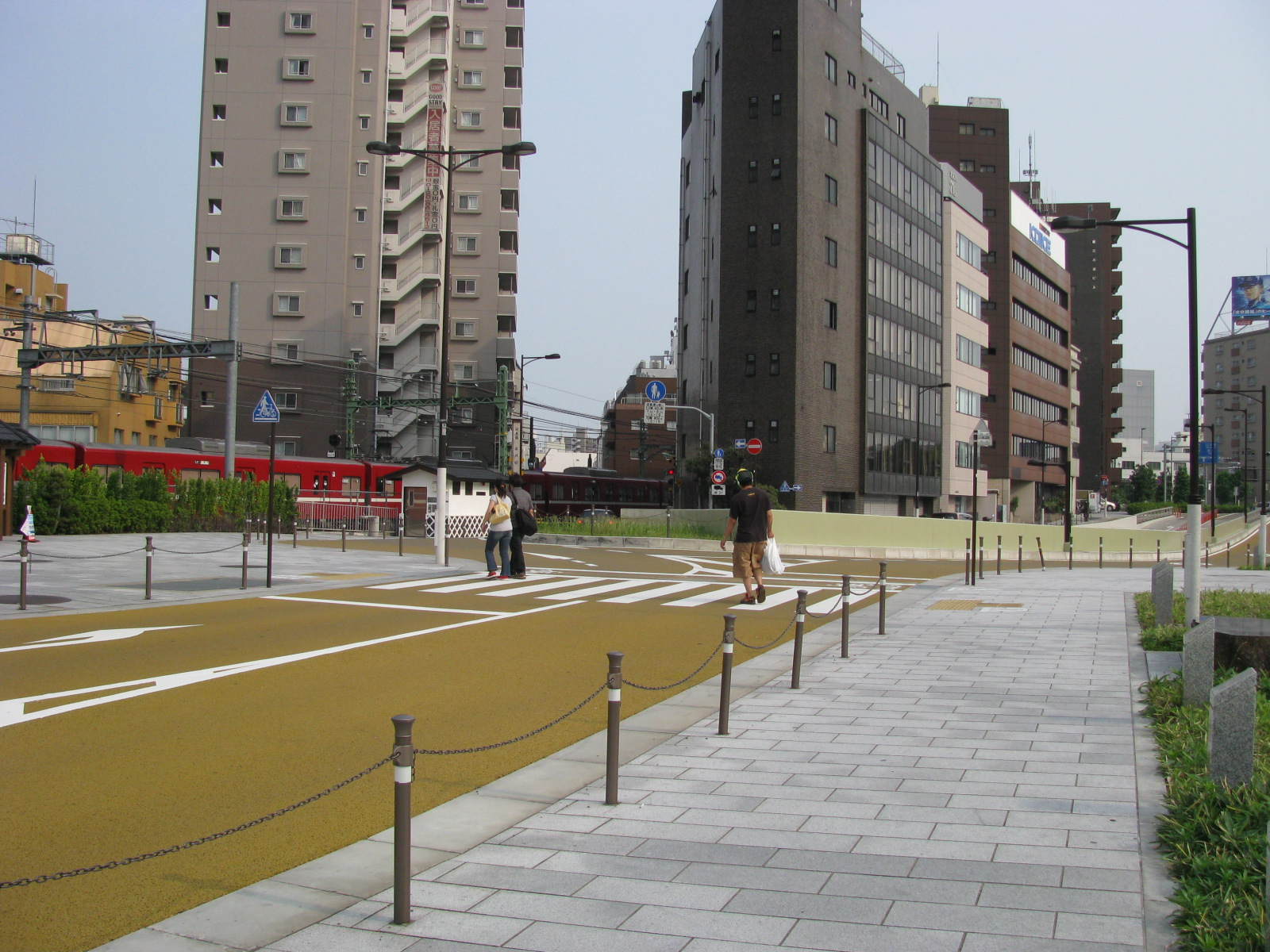
旧京浜電気鉄道品川駅前
正面が旧京浜国道（旧東海道）で右方が改築後の京浜国道で現在の第一京浜

大正時代になると京浜国道の交通量が増大し、それに伴い交通事故の問題も多くなる。これらの交通問題に対処するため、東京府と神奈川県が品川の八ツ山橋から神奈川の青木橋までの改築をする計画となり、八ツ山橋から生麦まで改築が行われた。その後、帝都復興院が生麦から表高島までを改築し、八ツ山橋から表高島に至るまでの、距離約22.5km・総工費約1,293万円（当時金額）となる改築が行われた。

#### 改築の経過

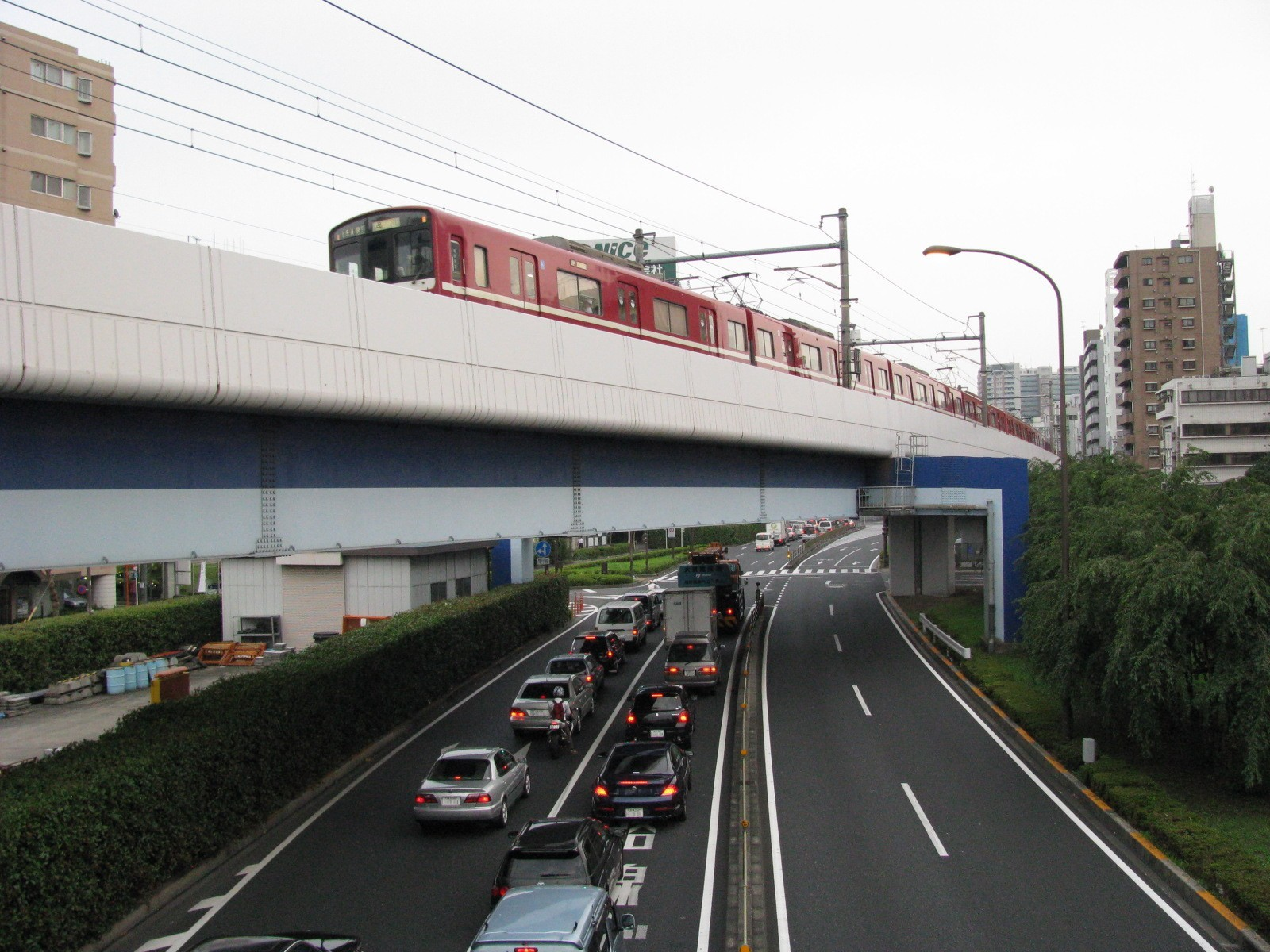
京急本線鈴ヶ森高架橋
京浜国道改築と同時に建設。

まず、神奈川県が1918年（大正7年）6月に「1號國道改修事務所」を設置し、同年7月に六郷橋から生麦までの区間の工事が着手され、東京府が1920年（大正9年）6月1日に「國道改修事務所」を設置し、八ツ山橋から六郷橋までの工事が着手される。そして、1925年（大正14年）8月3日に六郷橋と六郷橋から生麦までの区間が完成、1927年（昭和2年）11月28日に八ツ山橋から六郷橋までの区間が完成する。なお、1919年（大正8年）と1921年（大正10年）に幅員を広くする工事変更を行っている。改築費用は東京府と神奈川県が負担したが、内務省土木局の道路改良費から改築費用の2分の1の補助を、六郷橋は3分の1の補助を受けている。
その後、1923年（大正12年）9月28日に関東大震災の復興事業とされ、帝都復興院が1924年（大正13年）に生麦から表高島までの区間の改築に着手し、1930年（昭和5年）10月の京浜国道の改築完成となる。
このうち、品川の八ツ山鉄橋から県境の六郷橋については、1926年（大正15年）11月28日までに完成し、入新井・大森境界埋立地で竣工祝賀会が開催されている。道路には街渠を設けて歩車道を区別、車道は八間（約14.4m）でアスファルト舗装がされた。歩道は両側に約2間（約3.6m）を配し、街路樹としてプラタナスやアカシアが植えられた。
この京浜国道の改築は、改築と同時に鉄道との交差のすべてを立体交差とする計画であり、電柱も全て排するとしていた。しかし、京浜電気鉄道本線との鈴ヶ森での交差、京浜電気鉄道大師線との六郷橋南詰での交差は立体交差にする工事が行われたが、京浜電気鉄道本線との八ツ山橋での併用軌道、および、京浜電気鉄道穴守線や海岸電気軌道との交差は平面交差のままとなり、電柱も排されることが無かった。立体交差の計画において、東京府や神奈川県、内務省、鉄道省の無計画さにより平面交差の箇所が残ることになり、せっかく巨費を投じての改築が意味を成していない結果となる。また、電柱を排することについても、逓信省が例外を認めたために警視庁から例外を要求され、そして、東京電燈や東京市電気局など次々と要求が拡大していく結果になる。

### 新京浜国道
先の立体交差の問題に加え、その後のさらなる交通増加や交通事故の増大により京浜国道改築完成後、わずか数年で新たな道路計画にいたった。まず、東京府と神奈川県により東京府道下大崎川和線・神奈川県道都田下大崎線、および東京府道大森大師河原線・神奈川県道田島羽田線などを整備して対策するが、内務省は抜本的に解決するための新しいバイパスとして、「新京濱國道」を建設することになった。

### 年表
- 1876年（明治9年）6月8日 - 『太政官達第60号』（道路ノ等級ヲ廢シ國道縣道里道ヲ定ム）で国道、県道、里道が指定される。この時は、道路を国道・県道・里道のそれぞれ1等 - 3等に分類する等級制であり、現在の番号による分け方では無かった。

その後、国道の等級は、1885年1月6日の『太政官布達第1号』（國道ノ等級ヲ廢シ其幅員ヲ定ム）により廃止された。
- 1885年（明治18年）2月24日 - 『内務省告示第6号』（國道表）にて、国道路線が番号を付与、指定され、「1號」（東京ヨリ横濱ニ達スル路線）、「2號」（同（東京ヨリ）大坂港ニ達スル路線）他、44路線が指定される。
- 1918年（大正7年）7月 - 京浜国道の改築が開始される。
- 1920年（大正9年）4月1日 - この年施行の『道路法』に基づく『路線認定』が施行される。

1番目の「1號國道」（東京市ヨリ神宮ニ達スル路線）は日本橋から伊勢神宮までとされ、2番目以降は東京から各府県庁所在地に達する路線とされる。現在の国道15号に相当する経路は、1号国道などの日本橋 - 神奈川間である。
- 1923年（大正12年）9月28日 - 京浜国道改築は、関東大震災の復興事業となる。
- 1925年（大正14年）8月3日 - 六郷橋から生麦までの区間の改築が完成。
- 1927年（昭和2年）11月28日 - 八ツ山橋から六郷橋までの区間の改築が完成。
- 1930年（昭和5年）10月 - 京浜国道の改築が完成。
- 1934年（昭和9年）
  - 5月1日 - この時の「1號國道」と日本橋 - 神奈川間が重複区間であった、「36號國道」（東京市ヨリ横濱港ニ達スル路線）の経過地を変更し、この年に着工した「新京濱國道」の経路に変更される。
  - 7月 - 大田区の一部である、当時の蒲田区梅屋敷前と六郷郵便局前に、日本初の押しボタン式信号機が設置される[16]。
- 1952年（昭和27年）12月4日 - この年施行の『道路法』に基づく『路線指定』で、「一級国道15号」として東京都中央区（日本橋） - 神奈川県横浜市（神奈川）間の指定がされる。
- 1965年（昭和40年）4月1日 - 道路法改正によって一級・二級の区別がなくなり、「一般国道15号」となる。

## 路線状況

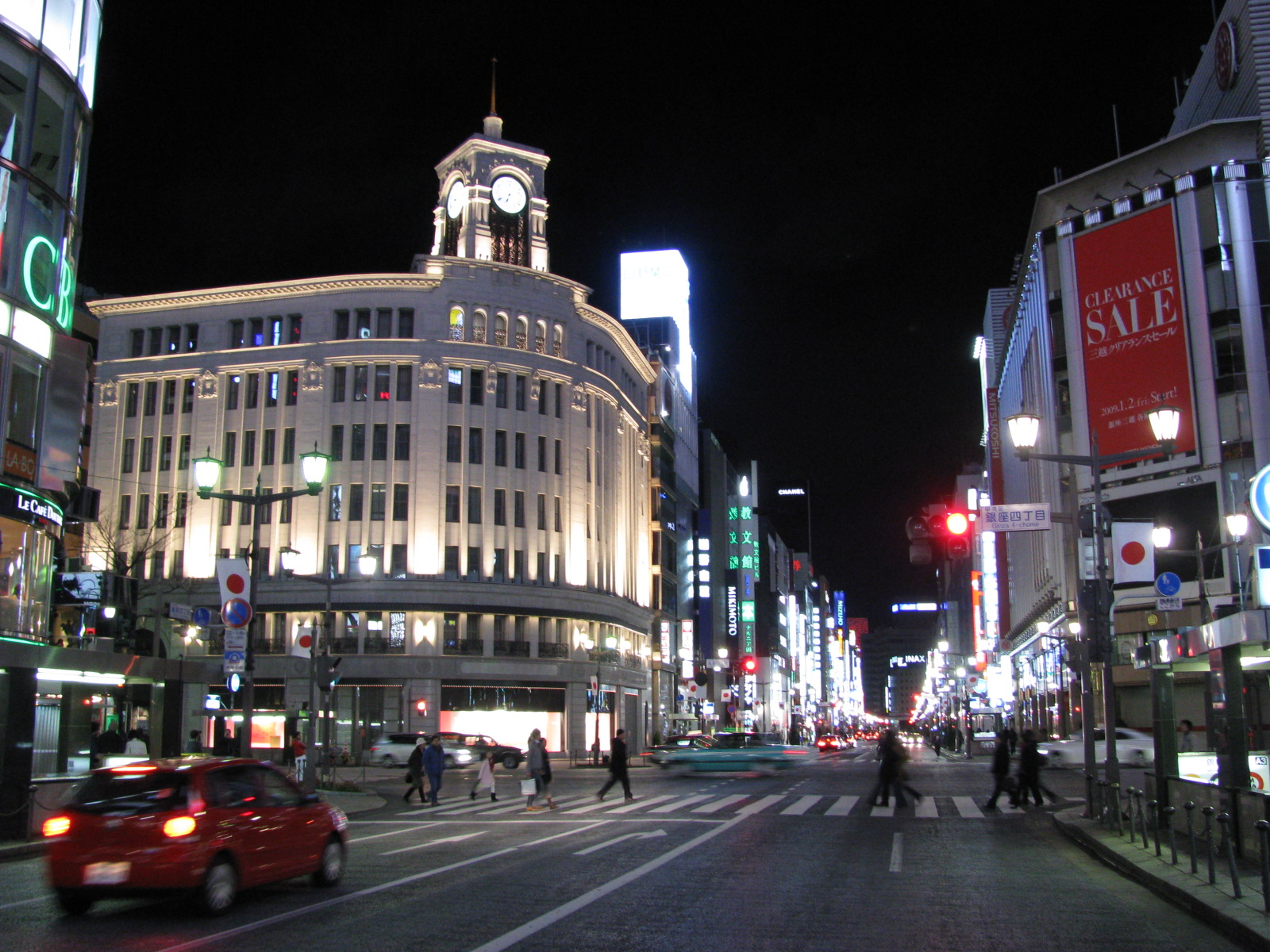
中央通り
銀座四丁目交差点付近

### 通称
- 中央通り（東京都中央区・日本橋 - 港区・新橋交差点）[17][18]
- 第一京浜[17][18]（港区・新橋交差点 - 神奈川県横浜市神奈川区・栄町交差点）
- 青木通り（神奈川区・栄町交差点 - 神奈川区・青木通交差点）

### 重複区間
- 国道1号・国道20号（東京都中央区・日本橋（起点） - 東京都中央区・日本橋交差点）

### 道路施設
- 日本橋

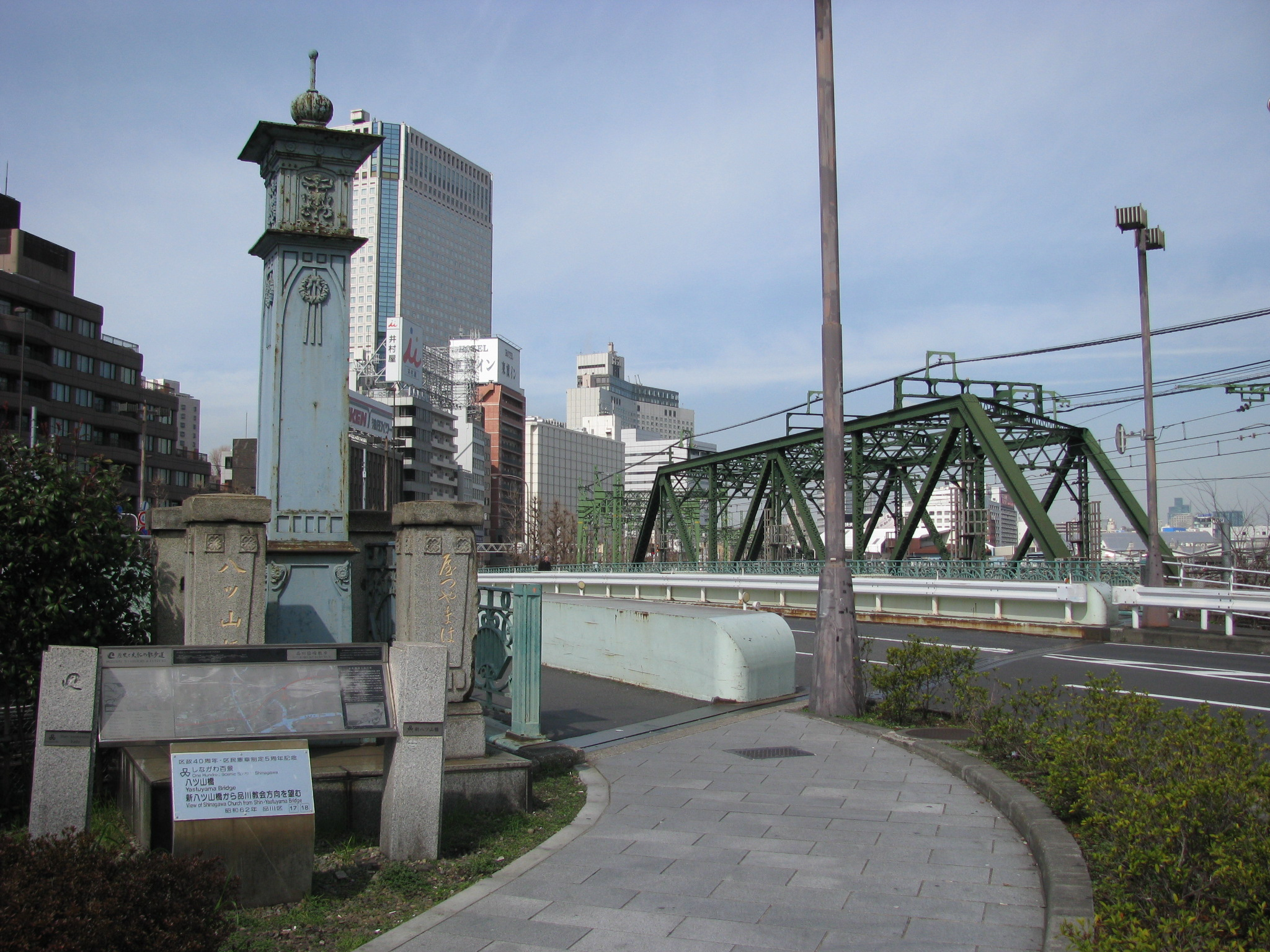
八ツ山橋
左の石柱は2代目の親柱、
鉄柱は3代目の親柱

  - 東京都中央区の日本橋川に架かる、国道15号の起点ともなっている橋である。

- 八ツ山橋・新八ツ山橋
  - 東京都品川区の東海道品川宿北端に位置し、東海道本線などの鉄道線を越える、国道15号の橋である。しかし、東海道新幹線上に八ツ山橋・新八ツ山橋は架かっていない。これは、東海道新幹線が旧道直下をトンネルで通る構造のためである[注釈 7]。なお、1954年（昭和34年）公開の映画『ゴジラ』の劇中で、ゴジラの上陸地点としてこの付近が選定された。
- 八ツ山橋
  - 初代の八ツ山橋は、1872年（明治5年）に架けられた日本初の跨線橋である。なお、この橋は、木造橋であった。
  - 1914年（大正3年）にアーチ形の鉄橋に架け替えられ、1924年（大正13年）3月29日に東京電車鉄道が省線品川駅前から京浜電気鉄道旧品川駅前まで延伸により八ツ山橋上に軌道を敷き、1925年（大正14年）3月11日に京浜電気鉄道本線が高輪駅までの延伸に伴い、この軌道線の一部に乗り入れ[注釈 8]をした。
  - 1926年（大正15年）11月28日、第一京浜改修工事の東京都区間が完成。八ツ山橋以西は、アスファルト舗装の車道となった[14]。
  - 1930年（昭和5年）に既設アーチ橋（2代目）の西側に併設する形でアーチ橋（3代目）を架設し、「2つの橋」となる。その後、京浜電気鉄道本線が現在の品川駅に延伸・軌道線廃止により、1933年（昭和8年）4月1日供用した「八ツ山跨線橋」へ移り、東京電車鉄道の品川駅前から北品川駅前までの廃止により、八ツ山橋は道路専用橋となる。
  - 1985年（昭和60年）3月に4代目の橋に架け替え、現在に至る。
- 新八ツ山橋
  - 新八ツ山橋は、1963年（昭和38年）5月11日に供用開始。道路拡幅により、当時の八ツ山橋の代わりとして架設される。
- 六郷橋
  - 東京都大田区と神奈川県川崎市川崎区の間を流れる多摩川を越える、国道15号の橋である。

## 地理

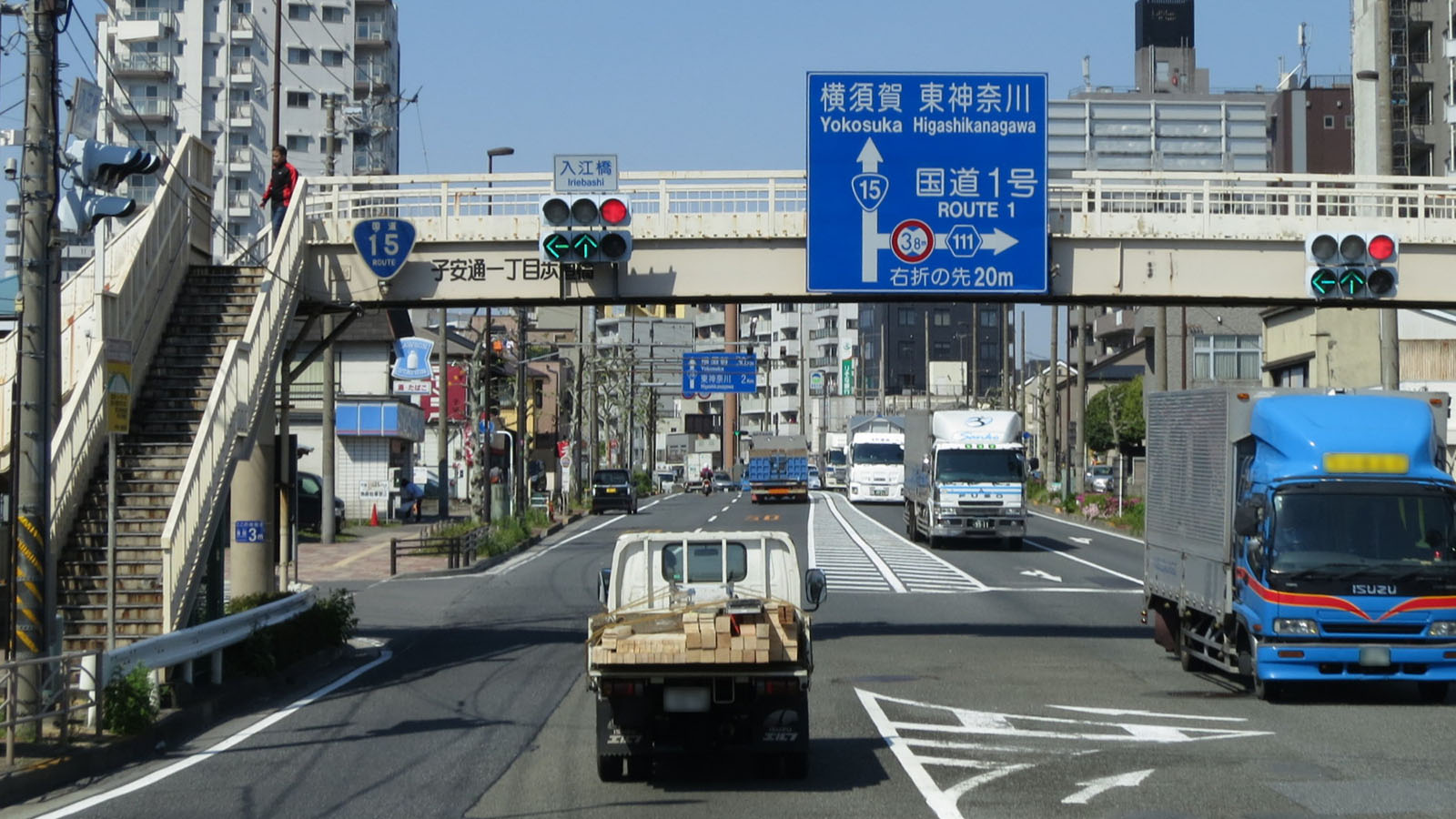
神奈川県横浜市神奈川区子安通
（2013年4月）

### 通過する自治体
- 東京都
  - 中央区 - 港区 - 品川区 - 大田区
- 神奈川県
  - 川崎市（川崎区） - 横浜市（鶴見区 - 神奈川区）

### 交差する道路
| 通称                                                                  | 交差する道路                                                                | 交差場所 | 交差場所                                   | 交差場所                   | 交差場所         | 日本橋 から (km) |
| --------------------------------------------------------------------- | --------------------------------------------------------------------------- | -------- | ------------------------------------------ | -------------------------- | ---------------- | ---------------- |
| 中央通り                                                              | 国道4号・国道6号・国道14号・国道17号 / 中央通り                             | 東京都   | 中央区                                     | 中央区                     | 日本橋           | 0.0              |
| 中央通り                                                              | 国道1号・国道20号 / 永代通り 東京都道・千葉県道10号東京浦安線 / 永代通り    | 東京都   | 中央区                                     | 中央区                     | 日本橋交差点     | 0.2              |
| 中央通り                                                              | 東京都道408号八重洲宝町線 / 八重洲通り                                      | 東京都   | 中央区                                     | 中央区                     |                  | 0.6              |
| 中央通り                                                              | 鍛冶橋通り                                                                  | 東京都   | 中央区                                     | 中央区                     |                  | 1.0              |
| 中央通り                                                              | 東京高速道路                                                                | 東京都   | 中央区                                     | 中央区                     | 京橋（接続なし） | 1.1              |
| 中央通り                                                              | 東京都道304号日比谷豊洲埠頭東雲町線 / 晴海通り                              | 東京都   | 中央区                                     | 中央区                     | 銀座四丁目交差点 | 1.6              |
| 中央通り                                                              | 東京高速道路                                                                | 東京都   | 中央区                                     | 中央区                     | 新橋（接続なし） | 2.2              |
| 中央通り                                                              | 東京高速道路                                                                | 東京都   | 港区                                       |                            | 新橋（接続なし） | 2.2              |
| 中央通り                                                              | 東京都道316号日本橋芝浦大森線 / 昭和通り 東京都道405号外濠環状線 / 外堀通り | 東京都   | 新橋交差点（2010年頃より交差点名標識無し） | 2.3                        |                  |                  |
| 第一京浜                                                              | 東京都道316号日本橋芝浦大森線 / 昭和通り 東京都道405号外濠環状線 / 外堀通り | 東京都   | 新橋交差点（2010年頃より交差点名標識無し） | 2.3                        |                  |                  |
| 大門通り 竹芝通り                                                     | 大門交差点                                                                  | 東京都   | 3.5                                        |                            |                  |                  |
| 首都高速都心環状線                                                    | 金杉橋（接続なし）                                                          | 東京都   | 4.0                                        |                            |                  |                  |
| 国道130号 / 旧海岸通り                                                | 芝四丁目交差点                                                              | 東京都   | 4.4                                        |                            |                  |                  |
| 東京都道409号日比谷芝浦線 / 日比谷通り                                | 芝五丁目交差点                                                              | 東京都   | 4.8                                        |                            |                  |                  |
| 東京都道301号白山祝田田町線 東京都道409号日比谷芝浦線                 | 札の辻交差点                                                                | 東京都   | 5.3                                        |                            |                  |                  |
| 東京都道415号高輪麻布線                                               | 泉岳寺交差点                                                                | 東京都   | 6.3                                        |                            |                  |                  |
| 東京都道317号環状六号線                                               | 八ツ山橋交差点                                                              | 東京都   | 7.7                                        |                            |                  |                  |
| 八つ山通り                                                            | 品川区                                                                      | 品川区   |                                            | 7.8                        |                  |                  |
| 東京都道317号環状六号線                                               | 品川区                                                                      | 品川区   | 新八ツ山橋交差点                           | 7.9                        |                  |                  |
| 国道357号 / 山手通り 東京都道317号環状六号線 / 山手通り               | 品川区                                                                      | 品川区   | 北品川二丁目交差点                         | 8.7                        |                  |                  |
| 東京都道421号東品川下丸子線 / 池上通り                                | 品川区                                                                      | 品川区   | 青物横丁交差点                             | 9.5                        |                  |                  |
| 東京都道420号鮫洲大山線                                               | 品川区                                                                      | 品川区   | 南品川三丁目交差点                         | 9.8                        |                  |                  |
| 東京都道316号日本橋芝浦大森線 / 海岸通り                              | 品川区                                                                      | 品川区   | 鈴ヶ森交差点                               | 11.6                       |                  |                  |
| 首都高速1号羽田線                                                     | 品川区                                                                      | 品川区   | 鈴ヶ森出入口                               | 12.0                       |                  |                  |
| 東京都道318号環状七号線 / 環七通り                                    | 大田区                                                                      | 大田区   | 大森東交差点                               | 13.1                       |                  |                  |
| 国道131号・東京都道・神奈川県道6号東京大師横浜線 / 産業道路           | 大田区                                                                      | 大田区   | 大森警察署前交差点                         | 13.6                       |                  |                  |
| 東京都道11号大田調布線 / 多摩堤通り                                   | 大田区                                                                      | 大田区   | 東蒲田二丁目交差点                         | 15.1                       |                  |                  |
| 東京都道311号環状八号線 / 環八通り                                    | 大田区                                                                      | 大田区   | 南蒲田交差点                               | 15.7                       |                  |                  |
| 国道409号 / 大師道                                                    | 神奈川県                                                                    | 川崎市   | 川崎区                                     | 川崎競馬場前交差点         | 18.7             |                  |
| 国道132号 / 富士見通り 神奈川県道・東京都道9号川崎府中線 / 市役所通り | 神奈川県                                                                    | 川崎市   | 川崎区                                     | 宮前町交差点               | 19.3             |                  |
| 神奈川県道101号扇町川崎停車場線 / 新川通り                            | 神奈川県                                                                    | 川崎市   | 川崎区                                     | 新川橋交差点               | 19.7             |                  |
| 神奈川県道・東京都道140号川崎町田線 / 市電通り                        | 神奈川県                                                                    | 川崎市   | 川崎区                                     | 元木交差点                 | 20.2             |                  |
| 神奈川県道14号鶴見溝ノ口線                                            | 神奈川県                                                                    | 横浜市   | 鶴見区                                     | 鶴見警察署前交差点         | 22.5             |                  |
| 神奈川県道104号鶴見停車場線                                           | 神奈川県                                                                    | 横浜市   | 鶴見区                                     | 鶴見駅入口交差点           | 22.6             |                  |
| 東京都道・神奈川県道6号東京大師横浜線 / 産業道路                      | 神奈川県                                                                    | 横浜市   | 鶴見区                                     | 大黒町入口交差点           | 24.4             |                  |
| 神奈川産業道路                                                        | 神奈川県                                                                    | 横浜市   | 神奈川区                                   | 新子安駅入口交差点         | 26.0             |                  |
| 東京都道・神奈川県道111号大田神奈川線                                 | 神奈川県                                                                    | 横浜市   | 神奈川区                                   | 京浜子安駅入口交差点       | 26.9             |                  |
| 首都高速神奈川1号横羽線                                               | 神奈川県                                                                    | 横浜市   | 神奈川区                                   | 東神奈川出入口             | 28.1/28.3        |                  |
| みなとみらい大通り                                                    | 神奈川県                                                                    | 横浜市   | 神奈川区                                   | 栄町交差点                 | 29.0             |                  |
| 青木通り                                                              | 神奈川県                                                                    | 横浜市   | 神奈川区                                   | 国道1号 / 第二京浜・東海道 | 青木通交差点     | 29.2             |

### 史跡
京橋跡
日本橋と並ぶ名橋と言われた、中央区にあった橋。
品川宿
現在の品川区付近にあった、東海道五十三次の江戸から最初の宿場である。
鈴ヶ森刑場跡
現在の品川区南大井付近にあった、江戸時代の刑場である。
川崎宿
現在の川崎市川崎区付近にあった、東海道五十三次の宿場である。
生麦事件の碑
江戸時代末期におきた、現在の横浜市鶴見区生麦付近での、薩摩藩島津久光の行列に割り込んだイギリス人を殺傷した事件を記した碑がある。
神奈川宿
現在の横浜市神奈川区付近にあった、東海道五十三次の宿場である。

## ギャラリー

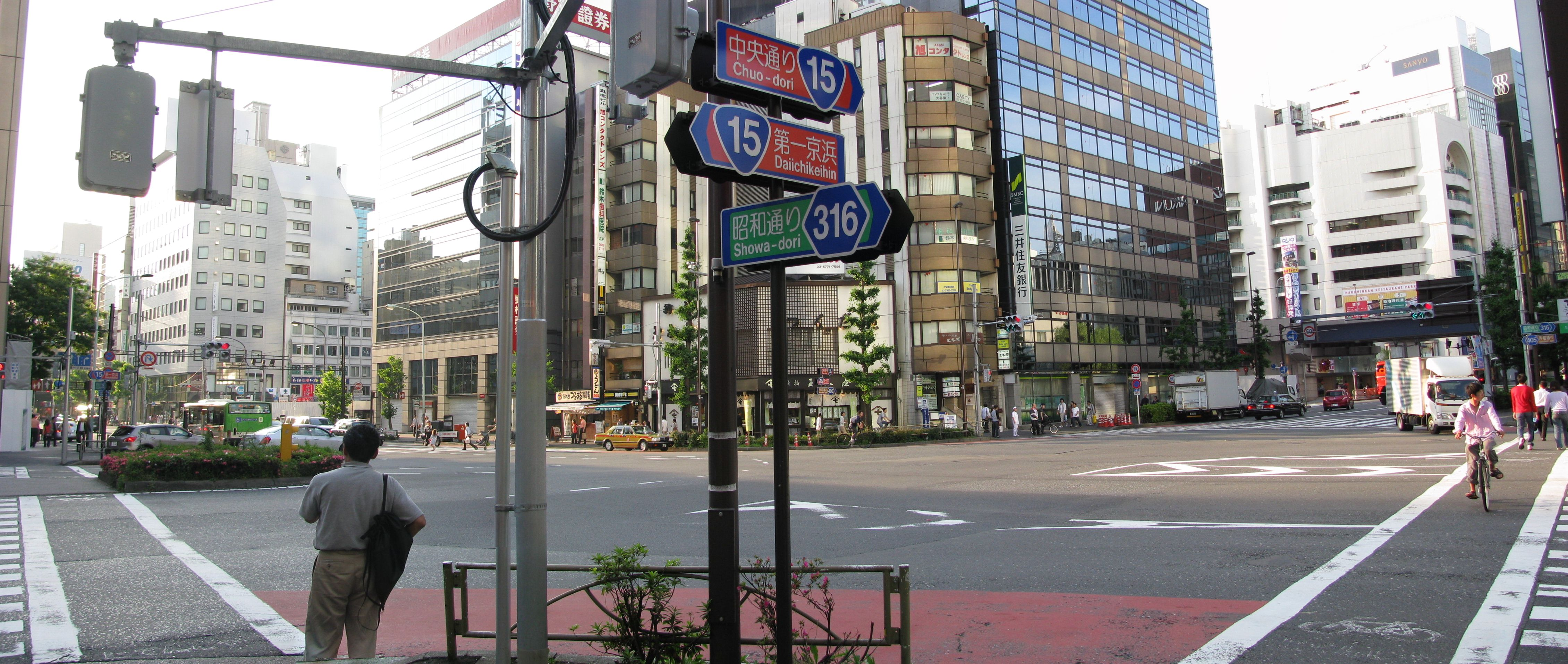
港区新橋交差点
国道130号との分岐 東京都港区芝2丁目
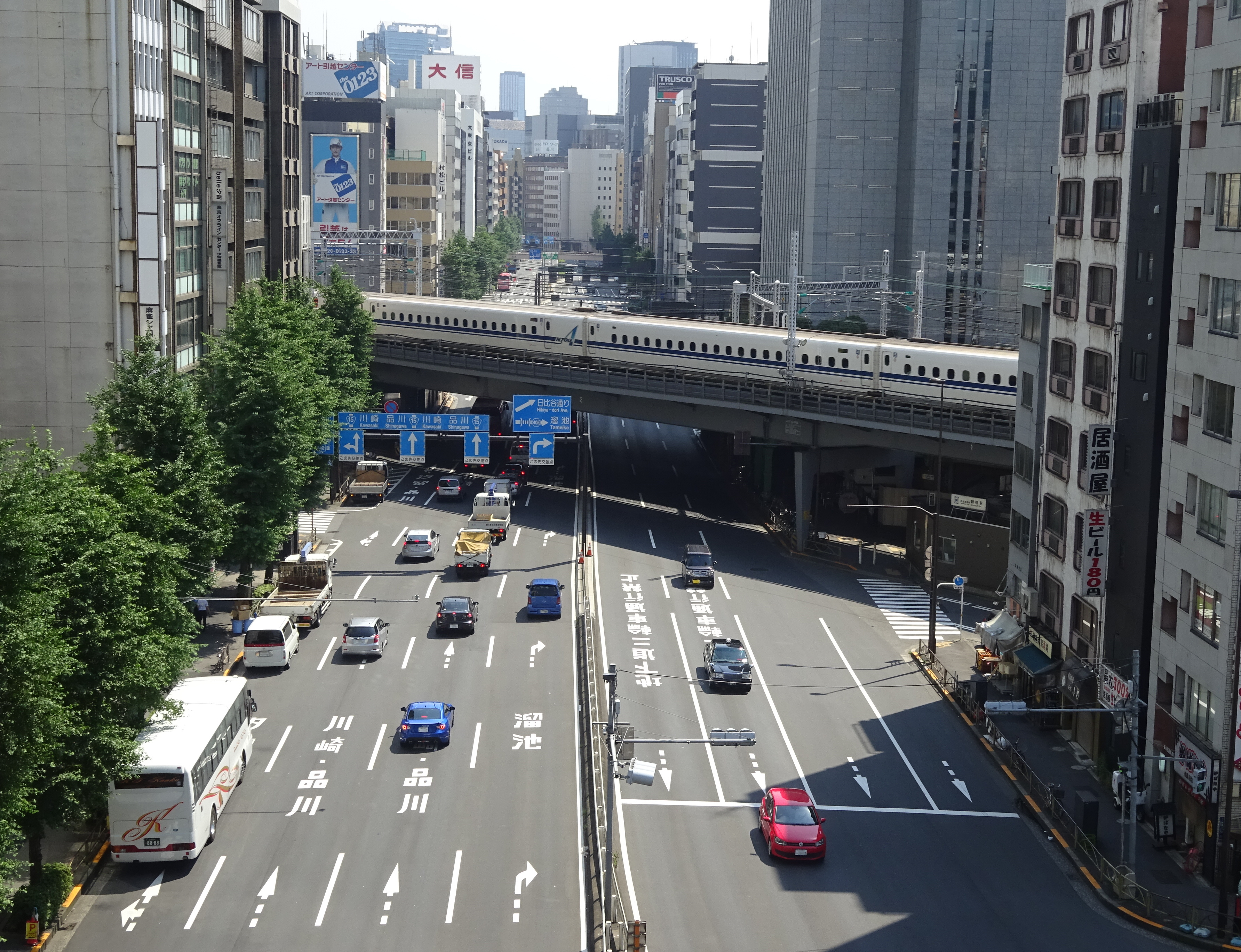
新橋から川崎方面を見る